# Amphineurus nothofagetorum
Amphineurus nothofagetorum är en tvåvingeart som beskrevs av Alexander 1929. Amphineurus nothofagetorum ingår i släktet Amphineurus och familjen småharkrankar. Inga underarter finns listade i Catalogue of Life.